# Alain Cuny

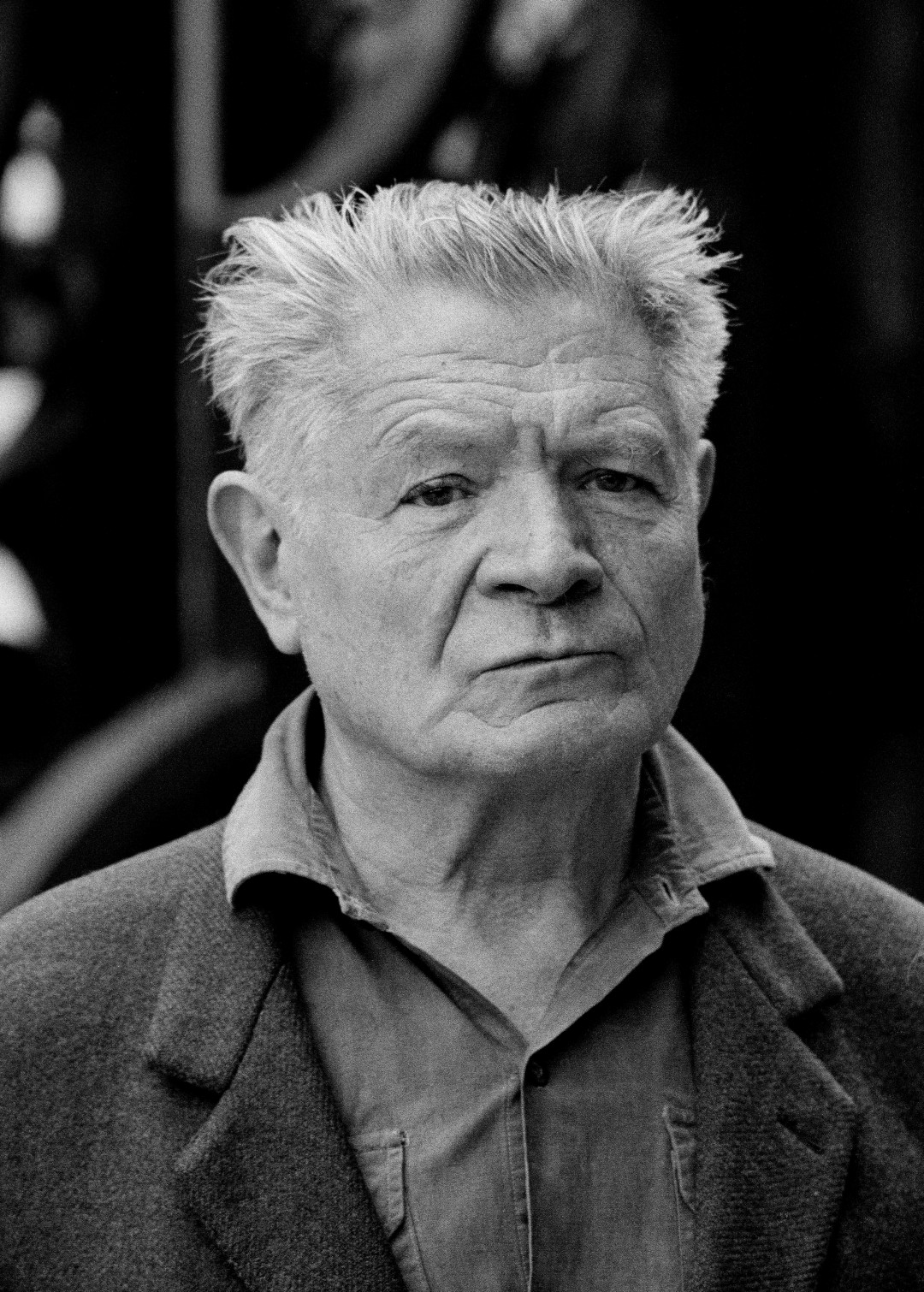
Alain Cuny, Paris, 1979

Alain Cuny (Saint-Malo, 12 de julho de 1908 – Paris, 16 de maio de 1994) foi um ator francês de teatro e cinema. 

## Biografia
René Xavier Marie Alain Cuny nasceu em Saint-Malo, Bretanha. Ele desenvolveu um interesse precoce pela pintura e, a partir dos 15 anos, frequentou a École des Beaux-Arts, em Paris. Ele conheceu Picasso, Braque e membros do grupo surrealista.
Ele então começou a trabalhar na indústria cinematográfica como figurino, pôster e cenógrafo e foi empregado em filmes de Cavalcanti, Feyder e Renoir. Após uma reunião com o ator-gerente Charles Dullin, Cuny foi persuadido a estudar teatro e começou a atuar no palco no final da década de 1930.
No teatro, Cuny tornou-se particularmente ligado às obras de Paul Claudel (que disse sobre ele depois de uma performance de L'Annonce faite à Marie em 1944, "Eu estive esperando por você há 20 anos"). Outro amigo e herói literário foi Antonin Artaud, "cujos textos ele leu com convicção suprema no momento em que Artaud era mais ou menos marginalizado, uma situação refletida em Van Gogh, de Artaud: O homem suicida pela sociedade que Cuny interpretou em fabulosos tons de órgão de sua voz". Mais tarde, Cuny trabalhou com Jean Vilar no Teatro nacional popular e com Jean-Louis Barrault no Odéon-Théâtre de France. Sua presença dramática e sua dicção medida o tornaram adequado para muitos papéis clássicos.
Seu primeiro papel importante no cinema foi como um dos enviados do diabo no filme de Marcel Carné, Les Visiteurs du soir (1942). Algumas outras partes principais românticas se seguiram, mas cada vez mais ele apareceu em papéis coadjuvantes, especialmente em caracterizações de intelectuais, como o atormentado filósofo Steiner em La Dolce Vita (1960), dirigido por Federico Fellini. Trabalhou com frequência no cinema italiano e teve estreitas associações com Michelangelo Antonioni, Francesco Rosi e Fellini. Uma de suas performances de cinema mais admiradas foi no filme Uomini, de Rosi (Many Wars Ago, 1970), como o rigidamente autoritário General Leone.
Entre seus filmes franceses estavam The Lovers (Les Amants, 1958), dirigido por Louis Malle, e Détective (1985), de Jean-Luc Godard. Ele também apareceu no filme pornô softcore Emmanuelle (1974), um papel que ele disse que assumiu para mostrar seu desprezo pelo negócio do cinema. No mesmo ano, ele atuou como Touro Sentado no oeste absurdo de Ne touchez pas à la femme blanche! (Don't Touch the White Woman!, 1974). 
No final de sua carreira, ele voltou aos aspectos de Claudel. Ele apareceu em Camille Claudel (1988), um filme biográfico sobre a irmã do autor em que ele interpretou o pai deles, Louis-Prosper Claudel. Em 1991, ele completou uma longa adaptação para o cinema de uma peça de Claudel A Anunciação de Marie ( L'Annonce faite à Marie, 1991), uma produção franco-canadense na qual ele dirigiu e atuou; ganhou o prêmio Georges-Sadoul. Ele também fazia leituras regulares do trabalho de Claudel no Festival d'Avignon.
Cuny morreu em 1994 em Paris. Ele está enterrado em Civry-la-Forêt, a oeste de Paris, onde ele viveu.

## Filmografia selecionada
- 1940: Après Mein Kampf mes crimes (directed by Alexandre Ryder) - Marinus van der Lubbe
- 1941: Madame Sans-Gêne (directed by Roger Richebé) - Roustan
- 1941: Remorques (Stormy Waters) (directed by Jean Grémillon) - Un matelot du 'Mirva' (uncredited)
- 1942: Les Visiteurs du soir (directed by Marcel Carné) - Gilles - un ménestrel
- 1943: Le Baron fantôme (The Phantom Baron) (directed by Serge de Poligny) - Hervé
- 1946: Solita de Cordoue (directed by Willy Rozier) - Pierre Desluc
- 1951: Il Cristo proibito (The Forbidden Christ) (directed by Curzio Malaparte) - Antonio
- 1952: Camicie rosse (Red Shirts) (directed by Goffredo Alessandrini and Francesco Rosi) - Bueno
- 1952: Les Conquérants solitaires (directed by Claude Vermorel) - Pascal Giroud
- 1953: La signora senza camelie (The Lady Without Camelias) (directed by Michelangelo Antonioni) - Lodi
- 1953: Mina de Vanghel (directed by Maurice Barry and Maurice Clavel) - M. de Larçay
- 1953: Notre-Dame de Paris (The Hunchback of Notre Dame) (directed by Jean Delannoy) - Claude Frollo
- 1958: Les Amants (The Lovers) (directed by Louis Malle) - Henri Tournier
- 1960: La dolce vita (directed by Federico Fellini) - Steiner
- 1961: Scano Boa (directed by Renato Dall'Ara) - Cavarzvan
- 1962: La Croix des vivants (Cross of the Living) (directed by Ivan Govar) - Baron VonEggerth
- 1963: Peau de banane (Banana Peel)) (directed by Marcel Ophüls) - Hervé Bontemps
- 1963: La corruzione (Corruption) (directed by Mauro Bolognini) - Leonardo Mattioli
- 1965: Astataïon, ou Le Festin des morts (Mission of Fear) (directed by Fernand Dansereau) - Jean de Bréboeuf
- 1969: La Voie lactée (The Milky Way) (directed by Luis Buñuel) - L'homme à la cape / Man with cape
- 1969: Satyricon (directed by Federico Fellini) - Lica
- 1970: Uomini contro (Many Wars Ago) (directed by Francesco Rosi) - generale Leone
- 1971: La grande scrofa nera (directed by Filippo Ottoni) - Il Padre di Enrico
- 1971: Valparaiso, Valparaiso (directed by Filippo Ottoni)- Balthazar Lamarck-Caulaincourt
- 1972: L'udienza (directed by Marco Ferreri) - Padre gesuita
- 1972: Il maestro e Margherita (The Master and Margaret) (directed by Aleksandar Petrović) - Profesor Woland & Satana
- 1973: La rosa rossa (directed by Franco Giraldi)
- 1974: Touche pas à la femme blanche! (Don't Touch the White Woman!) (directed by Marco Ferreri) - Sitting Bull
- 1974: Emmanuelle (directed by Just Jaeckin) - Mario
- 1975: Ame no Amsterdam (directed by Koreyoshi Kurahara)
- 1975: Irene, Irene (directed by Peter Del Monte) - Guido Boeri
- 1976: Cadaveri eccellenti (Illustrious Corpses) (directed by Francesco Rosi) - Judge Rasto
- 1976: I prosseneti (directed by Brunello Rondi) - Il conte Davide
- 1977: Jacques Prévert (directed by Jean Desvilles) - Himself
- 1978: El recurso del método (The Recourse to the Method) (directed by Miguel Littín) - El Académico
- 1978: La Chanson de Roland (The Song of Roland) (directed by Frank Cassenti) - Turpin / Le moine
- 1979: Cristo si è fermato a Eboli (Christ Stopped at Eboli) (directed by Francesco Rosi) - Barone Nicola Rotunno
- 1979: Roberte (directed by Pierre Zucca) - pur esprit (voice)
- 1981: Les Jeux de la Comtesse Dolingen de Gratz (directed by Catherine Binet)
- 1982: Les Maîtres du temps (directed by René Laloux) - Xul (voice)
- 1983: Quartetto Basileus (Basileus Quartet) (directed by Fabio Carpi) -
- 1985: Détective (directed by Jean-Luc Godard) - Old Mafioso
- 1987: Cronaca di una morte annunciata (Chronicle of a Death Foretold) (directed by Francesco Rosi) - Widower
- 1987: Lucky Ravi (directed by Vincent Lombard) - Plantation Owner
- 1987: Das weite Land (The Distant Land) (directed by Luc Bondy) - Aigner - le père d'Otto
- 1988: Umi e (directed by Koreyoshi Kurahara)
- 1988: Camille Claudel (directed by Bruno Nuytten) - Louis-Prosper Claudel
- 1989: La Nuit de l'éclusier (directed by Franz Rickenbach) - Gutberg
- 1990: Les Chevaliers de la Table ronde (directed by Denis Llorca) - Merlin
- 1991: Uova di garofano (directed by Silvano Agosti) - Crimen
- 1991: L'Annonce faite à Marie (The Annunciation of Marie) (directed by Alain Cuny) - Anne Vercors
- 1992: Le Retour de Casanova (The Return of Casanova) (directed by Édouard Niermans) - Marquis